# Geneviève Avenard
Pour les articles homonymes, voir Avenard.
Geneviève Avenard, née le 6 mai 1958 à Bron (Rhône), est défenseuse des enfants en France et adjointe du défenseur des droits depuis septembre 2014. Elle a consacré sa carrière professionnelle et ses engagements personnels à la protection de l’enfance.

## Biographie et études
Geneviève Avenard est née le 6 mai 1958 à Bron dans le département du Rhône. Elle est titulaire du diplôme de l’institut d’études politiques de Lyon et d’une maîtrise en droit public.

## Carrière professionnelle
De 1985 à 1998, Geneviève Avenard organise puis dirige les services de la Prévention et de l’Action sociale du Conseil départemental d’Eure et Loir. En 1998, elle rejoint le Conseil départemental de la Côte d’Or afin d’y exercer les mêmes fonctions jusqu’en 2006.
Elle assume ensuite, en qualité de directrice générale adjointe de l’Observatoire national de l’action sociale, la responsabilité des travaux et études concernant la protection de l’enfance et d’accompagnement du handicap et de la dépendance, d’octobre 2006 à juillet 2008.
En 2006, elle est également rapporteure du groupe de travail national portant sur l’amélioration de la prise en charge des mineurs protégés.
Enfin, elle prend la tête pendant six ans d’une association bourguignonne, l'Acodège qui regroupe 26 structures dans le champ social et médico-social accueillant et accompagnant plus de 6300 personnes, principalement en Côte d’Or.

## Défenseuse des enfants, adjointe du Défenseur des droits
Le 26 septembre 2014, Geneviève Avenard est nommée Défenseuse des enfants, adjointe du Défenseur des droits et vice-présidente du collège chargée de la Défense et de la promotion des droits de l’enfant par décret du Premier ministre et sur proposition du Défenseur des droits, Jacques Toubon. Elle succède alors à Marie Derain.
À ce titre, Geneviève Avenard est chargée de promouvoir et de défendre les droits de l’enfant. Elle peut intervenir dans de nombreux domaines pour la protection des droits de l’enfant et notamment en matière de protection de l'enfance, de santé et handicap, de justice pénale, d’adoption, de scolarisation pour tous et de protection des mineurs étrangers.
Geneviève Avenard est également membre du réseau l’ENOC « European Network of Ombudspersons for Children », et présidente du Comité des droits des enfants de l’Association des Ombudsmans et Médiateurs Francophones (AOMF).

### Articles de presse
- « Geneviève Avenard rejoint le Défenseur des droits », Le Bien Public Côte d’Or, 18 septembre 2014.
- Juliette Bénabent, « Geneviève Avenard, Défenseure des enfants : “Quelle place fait-on à l’enfant en France ? », Télérama, 13 février 2016.
- Juliette Bénabent, « En France, les droits des enfants sont largement méconnus » Télérama, 20 décembre 2016

### Publication
- Jacques Toubon et Geneviève Avenard : "Droit fondamental à l'éducation : une école pour tous, un droit pour chacun" - Rapport Droits de l'enfant 2016, La Documentation Française, novembre 2016
- Jacques Toubon et Geneviève Avenard : "Handicap et protection de l'enfance : des droits pour des enfants invisibles" - Rapport Droits de l'enfant 2015, La Documentation française, novembre 2015.
- Jacques Toubon et Geneviève Avenard : "1989-2014, la Convention des droits de l'enfant, 25 ans après - De la défense à la promotion de l'intérêt supérieur et des droits de l'enfant", La Documentation française, Rapport des droits de l'enfant 2014, La Documentation française, novembre 2014